# Purple Lamborghini
"Purple Lamborghini" é uma canção do DJ americano Skrillex e do rapper americano Rick Ross. Foi lançada como um single para a trilha sonora do filme Esquadrão Suicida (2016) em 22 de julho de 2016 pela Atlantic Records e Warner Bros. Records. No videoclipe, Jared Leto reprisa seu papel como o Coringa do filme. Em 6 de dezembro de 2016, "Purple Lamborghini" recebeu uma indicação ao Grammy Award: Melhor Canção Escrita para Mídia Visual. A música foi remixada pelo produtor Kayzo.

## Produção
A música foi produzida por Skrillex e Beat Billionaire, que também participaram da composição da banda, juntamente com Rick Ross. A música contém múltiplas referências a personagens e assunstos no filme da DC Comics, incluindo referências a Crocodilo, Pistoleiro e Gotham City. Foi escrita a partir da perspectiva do Coringa, apresentado no filme e no videoclipe, que é conhecido por sua afinidade por roxo; ele usa um sobretudo roxo, utiliza armas de cor violeta e dirige um Infiniti G35 roxo.

## Videoclipe
Em 5 de agosto de 2016, Skrillex postou o videoclipe da música em sua conta do YouTube, que apresenta ele mesmo, Rick Ross e Jared Leto como Coringa.

## Lista de músicas
| Dowload digitald |                      |         |  |
| N.º              | Título               | Duração |  |
| 1.               | "Purple Lamborghini" | 3:35    |  |

## Gráficos
| Gráfico (2016)                                    | Posição |
| ------------------------------------------------- | ------- |
| Austrália (ARIA)                                  | 39      |
| Áustria (Ö3 Austria Top 75)                       | 56      |
| Bélgica (Ultratip Bubbling Under de Flandres)     | 36      |
| Bélgica (Ultratip Bubbling Under da Valônia)      | 31      |
| Canadá (Canadian Hot 100)                         | 28      |
| República Checa (Singles Digitál Top 100)         | 41      |
| França (SNEP)                                     | 58      |
| O campo songid é OBRIGATÓRIO PARA PARADA ALEMÃ    | 85      |
| Hungria (Single Top 40)                           | 18      |
| Irlanda (IRMA)                                    | 88      |
| Itália (FIMI)                                     | 67      |
| Nova Zelândia (Recorded Music NZ)                 | 34      |
| Portugal (AFP)                                    | 57      |
| Escócia (Scottish Singles Chart)                  | 41      |
| Eslováquia (Singles Digitál Top 100)              | 23      |
| Reino Unido (UK Singles Chart)                    | 61      |
| Estados Unidos (Billboard Hot 100)                | 33      |
| Estados Unidos (Billboard Dance/Electronic Songs) | 6       |
| Estados Unidos (Billboard Hot Rap Songs)          | 7       |

## Histórico de lançamentos
| Região  | Data                | Formato                    | Gravadora             |
| ------- | ------------------- | -------------------------- | --------------------- |
| Mundial | 22 de julho de 2016 | Digital download streaming | Atlantic Warner Bros. |